# لوبستوف
لوبستوف (به لاتین: Lubstów) یک منطقهٔ مسکونی در لهستان است که در گمینا سومپولنو واقع شده‌است. لوبستوف ۶۴۳ نفر جمعیت دارد.